# Mackenröder Spitze
Die Mackenröder Spitze ist mit etwa 427,5 m ü. NHN der höchste Berg des Göttinger Waldes, auf der Grenze zwischen der Stadt und dem Landkreis Göttingen in Südniedersachsen.

## Geographie
Der stark bewaldete Berg befindet sich an der östlichen Abbruchkante (Schichtstufe) des Göttinger Waldes, einem südlichen Teil des Leineberglandes, etwa 8 km östlich der Göttinger Innenstadt und knapp 1 km nordwestlich von Mackenrode, einem südwestlichen Ortsteil der Gemeinde Landolfshausen. Von Göttingen (Stadtteile Herberhausen, Roringen,  Oststadt oder Geismar) aus kann die Mackenröder Spitze in einem gemächlichen Anstieg erwandert werden. Von Mackenrode oder Waake kommend ist der Berg über einen kurzen Steilaufstieg zu erreichen.

## Aussichtsturm Harzblick
Gut 600 m nördlich der Mackenröder Spitze bzw. etwa 1,6 km nordwestlich von Mackenrode steht auf rund 425 m Höhe der  Aussichtsturm Harzblick. Früher stand der Vorgängerturm nebst Waldgaststätte direkt an der Mackenröder Spitze, wegen der Errichtung eines Militärstützpunktes musste er in den 1970er Jahren zu seinem heutigen Standort verlegt werden.

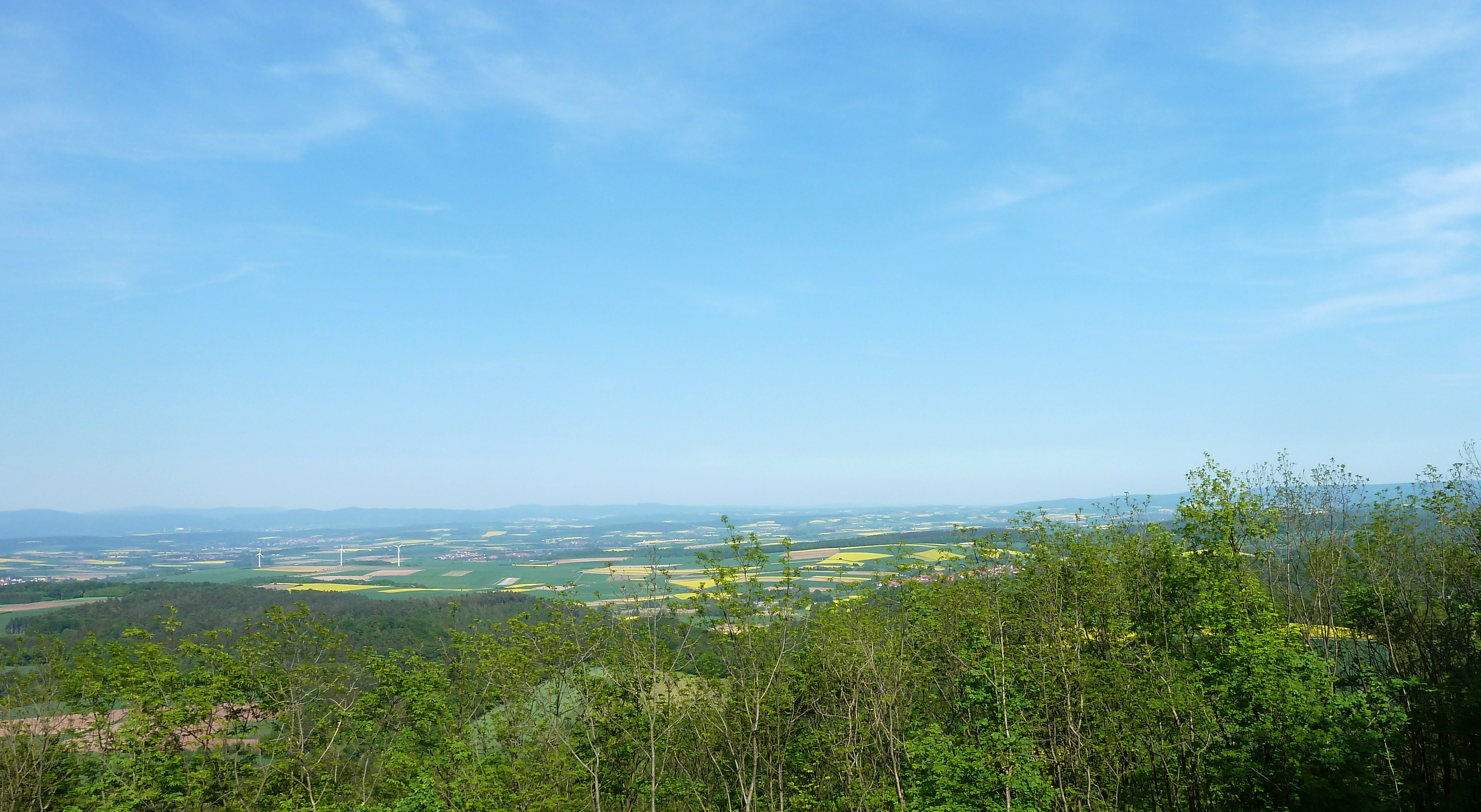
Blick vom Aussichtsturm über das Eichsfelder Becken bis zum Harz

Von seiner Aussichtsplattform kann man gute Fernsichtmöglichkeiten wahrnehmen: So blickt man in Richtung Nordosten zum Harz, in dem der Brocken zu erkennen ist, nach Osten zum Untereichsfeld mit dem Seeburger See und nach Südosten zum Ohmgebirge.